# دامير ميلينوفيتش
دامير ميلينوفيتش (بالكرواتية: Damir Milinović)‏ (15 أكتوبر 1972 في كرواتيا - ) هو لاعب كرة قدم كرواتي في مركز الدفاع. شارك مع منتخب كرواتيا لكرة القدم. أما مع النوادي، فقد لعب مع نادي أوستريا سالزبورغ ونادي بوخوم ونادي دينامو زغرب ونادي رييكا ونادي زغرب وNK Pomorac 1921 ‏.

## وصلات خارجية
- دامير ميلينوفيتش على موقع اتحاد كرواتيا (الكرواتية)
- دامير ميلينوفيتش على موقع قاعدة بيانات كرة القدم.إي يو (الإنجليزية)
- دامير ميلينوفيتش على موقع بيانات كرة القدم. دي إي (الألمانية)
- دامير ميلينوفيتش على موقع ناشيونال فوتبول تيمز (الإنجليزية)
- دامير ميلينوفيتش على موقع Soccerway.com (الإنجليزية)
- دامير ميلينوفيتش على موقع عالم كرة القدم.نت (الإنجليزية)